# Mesosa sumatrana
Mesosa sumatrana là một loài bọ cánh cứng trong họ Cerambycidae.